# سرخاب‌کولی آمریکایی
سرخاب‌کولی آمریکایی (نام علمی: Phytolacca americana) نام یک گونه از سرده سرخاب‌کولی‌ها است.